# Vufflens-la-Ville
Vufflens-la-Ville is een gemeente en plaats in het Zwitserse kanton Vaud en maakt sinds 1 januari 2008 deel uit van het district Gros-de-Vaud. Voor 2008 maakte de gemeente deel uit van het toenmalige district Cossonay.
Vufflens-la-Ville telt 1082 inwoners.

## Externe link

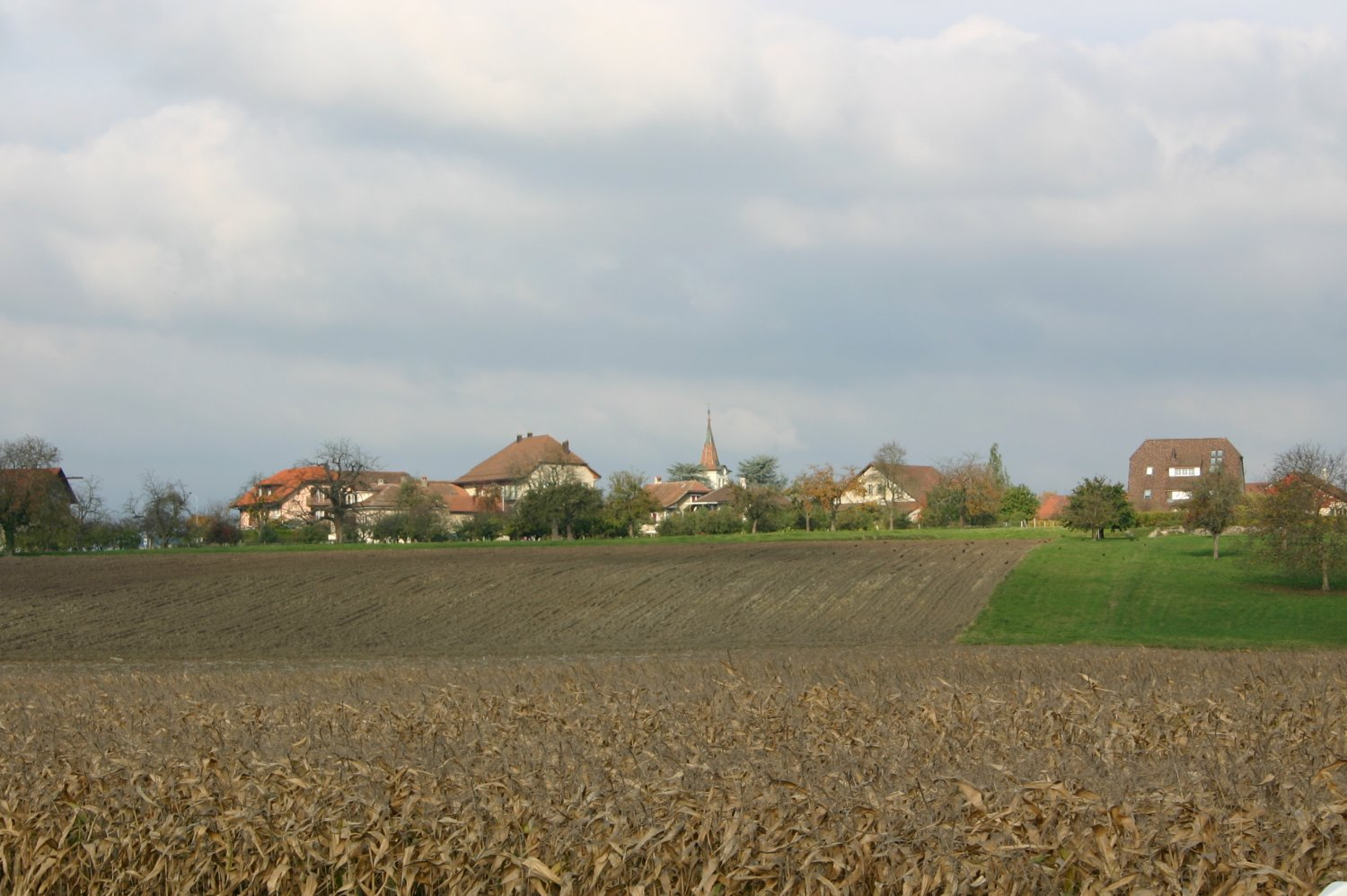
Vufflens-la-Ville